# 中村酒造
中村酒造（なかむらしゅぞう）は、東京都あきる野市牛沼に本社および工場を置く日本の酒造会社。現在、東京にて伝統を守っている10軒の酒造業者の一つである。

## 概要
中村家は先祖代々、西多摩郡牛沼村（現・あきる野市牛沼）に住み、1804年（文化元年）8代目の時、酒造を創業したのが始まり。江戸時代には、仕込蔵、酒造用具蔵などを建てた。現在、18代目・中村八郎右衛門が、「千代鶴・高尾山」ブランドの日本酒を醸造販売する老舗酒造メーカーである。
「千代鶴」の由来
その昔、秋川流域に鶴が飛来したことがあり、これに因んで縁起の良い名前の「千代鶴（ちよつる）」と命名した。
仕込水
秋川の流域に位置し、秩父古生層（ちちぶこせいそう）に濾された多摩山系の水を、地下170mより汲み上げ使用している。あきる野市は、冬の冷え込みが厳しく、酒造りに適した気候である。
醸造方法
通常、酒の仕込みは、「添仕込み」「仲仕込み」「留仕込み」と三段階に行うが、中村酒造ではこれに加えてもう一段多い「四段仕込み」を行っている（杜氏 佐藤潮彦）。

## 沿革
- 年代不詳（慶長以前） - 中村家は代々、西多摩郡牛沼村に住んでいた。
- 1804年（文化元年） - 8代目の時、現在地で酒造を創業。
- 年代不詳（江戸時代） - 仕込土蔵蔵を建築。
- 1884年（明治17年） - 土蔵造り2階建ての酒造用具蔵を建築。
- 年代不詳 - 土蔵造りの酒造用具蔵を復元し、「酒造り資料館」を開館。
- 2019年（平成31年） - 現在、18代目・中村八郎右衛門が継承している[3]。

## 営業情報
酒造リ資料館
- 開館日 - 年末年始以外の毎日
- 開館時間 - 午前12時 - 午後16時30分
- 展示内容 - 江戸時代造られた、土蔵造り2階建ての酒造用具蔵を復元し、200年の歴史で用いられた伝統の酒造り用具と各種資料を展示[3]。

## 受賞歴
全国新酒鑑評会
- 平成14酒造年度 - 「千代鶴」金賞受賞[4]
- 平成16酒造年度 - 「千代鶴」金賞受賞[5]
- 平成20酒造年度 - 「千代鶴」金賞受賞[6]
- 平成21酒造年度 - 「千代鶴」金賞受賞[7]
- 平成22酒造年度 - 「千代鶴」金賞受賞[8]
- 平成23酒造年度 - 「千代鶴」金賞受賞[9]
- 令和3酒造年度 - 「千代鶴」金賞受賞[10]

## 交通
鉄道
- JR五日市線 - 秋川駅下車徒歩11分

## ギャラリー
- 公道から入口を見る（2016年10月6日撮影）
- 各種仕込み場を見る（2016年10月6日撮影）
- 各種仕込み場を見る（2016年10月6日撮影）
- 入り口近くの土蔵（2016年10月6日撮影）
- 酒造り資料館の室内（2016年10月6日撮影）
- 「江戸 NOREN」 の1階（2017年3月3日撮影）

## 関連文献
- 『千代鶴（ちよつる）（デジタル大辞泉プラス）』「東京都、中村酒造の製造する日本酒。平成21、22、23酒造年度の全国新酒鑑評会で金賞を受賞。」